# Етилен
Етилен (наименование по IUPAC: етен) е химично съединение с молекулна формула С2Н4. Заради двойната си връзка той принадлежи към групата на ненаситените въглеводороди. Той е най-простият алкен. При нормални условия е безцветен газ, по-лек от въздуха, неразтворим във вода.

## Състав и строеж
Молекулата на етена е изградена от два въглеродни и четири водородни атома. Въглеродните атоми са свързани с двойна връзка, като двете връзки между въглеродните атоми не са равностойни. Едната от тях е по-слаба и по-лесно се разкъсва.

## Химични свойства
В промишлеността етиленът се получава главно при разделянето на природния газ на фракции чрез ректификация и при хидрокрекинга на различни петролни продукти. В лабораторни условия етиленът може да се получи при дехидратиране на етанол със сярна киселина при температури около 160 °C.
Етенът е много реакционноспособно съединение. Химичните му свойства се определят от двойната му връзка, която е негова функционална група. Затова за етилена са характерни присъединителните реакции с водород, халогени, халогеноводороди, вода и др.
При това се получават съответно съединиения като етан, хлороалкани, етанол и др. Повечето реакции се характеризират като електрофилно присъединяване, тъй като двойната връзка отдава лесно електрони и привлича т.нар. електрофили (положително заредени частици или такива със свободна атомна орбитала).
Поради наличието на двойна връзка етиленът е склонен към полимеризация, при което се получава полиетилен. Процесът се инициира от органични радикали (напр. получени от пероксиди, т.нар. радикалова полимеризация) и протича при високи налягания.
При окисление с кислород в присъствието на катализатори или при окисление с пероксиоцетна киселина се получава етиленов оксид (епоксиетан).

## Приложение
Етиленът е най-важното изходно вещество в химическата промишленост, като от него се получават близо една трета от всички органични продукти. Служи за получаване на полиетилен (около 50% от етена), етиленов оксид (20%), винилхлорид (15%), стирен (5%) и други химикали, напр. етанол, хлоретанол, ацеталдехид, фреони, винилацетат, бутен, пропанова киселина и др. (10%).
От своя страна етиленовият оксид е изходно вещество за получаването на етиленгликол и пластмаси (полиетилентерефталат (PET)), винилхлоридът е изходен мономер за получаването на поливинилхлорид (ПВЦ, PVC), от стирена се получава полистирол (напр. стиропор).
Етенът се използва широко при преработката и складирането на плодове (напр. банани, домати), тъй като под неговото действие плодовете узряват по-бързо. Плодовете се берат и транспортират докато още не са узрели, а се третират с етен малко преди да се пуснат за продажба.
В миналото етенът се е използвал като наркотично вещество, с действие малко по-слабо от това на райския газ, но постепенно е бил изместен от по-съвременни химикали.